# Cassá de la Selva
Cassá de la Selva (oficialmente en catalán Cassà de la Selva) es un municipio español de la comarca del Gironés en la provincia de Gerona (Cataluña). Pertenece al ámbito de las comarcas gerundenses y al Sistema Urbano de Gerona, según el Plan territorial general de Cataluña. 
En el casco antiguo se hallan sus principales monumentos como la iglesia gótica del siglo XVI en el interior de la cual se encuentran restos de construcciones romanas. La población conserva también edificios de estilo modernista.
La antigua estación de tren, hoy restaurada, se usa como lugar para exposiciones y otros acontecimientos de carácter cultural. En ese sentido hay que destacar la famosa Nit dels Músics Cassanencs, actividad de gran alcance e importancia en Cassá en la que se tocan los instrumentos típicos catalanes. Se celebra una vez al año, en el primer viernes de la fiesta mayor que dependiente del año, cae en mayo o junio (la semana antes del Corpus Christi).

## Geografía
Está situado a 12 km al sur de Gerona, a la carretera C-65, que va de la capital hasta la Costa Brava, donde se encuentran poblaciones costeras como Playa de Aro, Palamós o San Feliu de Guixols, entre otras. El aeropuerto de Gerona-Costa Brava se encuentra a unos diez minutos y Barcelona a una hora aproximadamente.

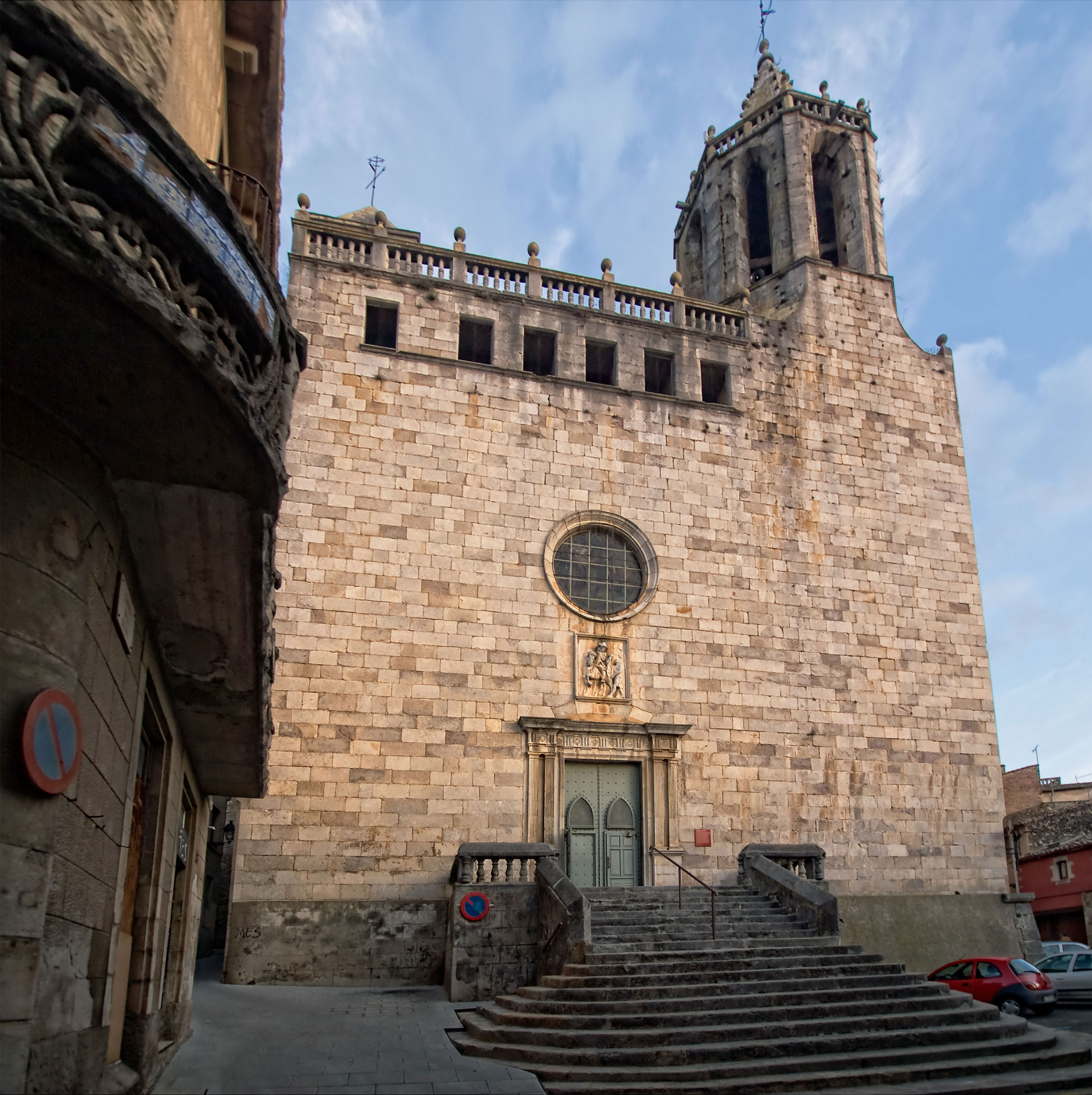
Iglesia parroquial

La zona del nuevo ayuntamiento, está en expansión y en un futuro se espera que sea el núcleo de Cassá de la selva.

## Historia
El término de Cassá de la Selva fue codiciado desde épocas muy antiguas y en su territorio se han encontrado restos de los diferentes periodos de poblamiento: paleolítico, neolítico, bronce, ibérico (el yacimiento más importante es el puig del Castell) y romano.
Aun así, como es característico en todas las poblaciones de Cataluña, el desarrollo de la población en el lugar donde se encuentra actualmente la villa se empieza a reseguir con una cronología ininterrumpida a partir de la Edad Media, que es cuando se construyó el núcleo de población en torno a la sagrera del primitivo templo románico que estaba situado en el mismo lugar que la iglesia parroquial actual.
Es significativo el lugar escogido para su emplazamiento: en un pequeño cerro que dominaba la llanura fértil, que estaba bien comunicado con la ciudad de Gerona y la costa y que estaba muy cerca del macizo de las Gavarras que les aseguraba combustible y cacería.
A partir del siglo XII se menciona el castillo de Cassá, centro del poder del señor feudal, que irá pasando de mano en mano en los siglos posteriores. La posesión del castillo por parte de los Montcada significa el punto más alto de la violencia feudal que tiene como puntos significativos diferentes ataques al castillo. Dentro de este contexto tenemos que incluir la declaración de Cassá como calle de Gerona (1386) a partir de la cual la villa disfrutaba de los mismos privilegios que la ciudad, y el denominado "Lo fet de Cassà" (1391) en qué la resolución de los Montcada de volver a tener la jurisdicción de la villa acabó con un episodio sangriento culminado en el asalto y quema del castillo.
Otra de las fechas más significativas es la del año 1456 cuando Juan II concedió dos ferias anuales y un mercado semanal puesto que el permiso para organizar ferias y mercados es un perfecto indicador de la vitalidad de una población.
A pesar de que pocas décadas más tarde Cassá se vio involucrada en la guerra de los Remensas, su pujanza continuó durante el siglo XVI como se puede comprobar con la importante reforma que sufrió la iglesia parroquial y la construcción de grandes conjuntos arquitectónicos como can Frigola y la torre Salvana. Un siglo más tarde la gran peste de 1650 diezmó extraordinariamente la población, pero bien pronto la introducción de un nuevo oficio, el de taponero, se convertiría en el gran revulsivo de la villa. Este oficio derivaría en la potente industria corchotaponera que en el siglo XIX se convirtió en el motor de la expansión demográfica y económica potenciada por la creación de una nueva vía de comunicación, el ferrocarril. Coincidiendo con esta época pujante hubo la eclosión del movimiento asociativo que se prolongó durante las primeras décadas del siglo XX incluso tras la crisis de la industria corchotaponera.
La Guerra Civil y la posterior dictadura marcaron un punto y aparte en la historia de la villa y el pueblo adoleció de falta de infraestructuras, servicios y recursos necesarios para poder progresar. En la década de 1960, sin embargo, empezó a cambiar el signo del pueblo, la industria se diversificó y se añadieron nuevos sectores: metal, textil, alimentario, artes gráficas, plástico, materiales eléctricos, etcétera. Esta diversificación industrial que caracteriza la villa y la diferencia de los pueblos vecinos absorbió a partir de los años sesenta un importante contingente de inmigración que provenía del sur de la Península. Un contingente de inmigración que ha vuelto en los últimos años pero esta vez procedente del vecino continente africano y que se ocupa básicamente en el sector industrial y agrícola. 
La llegada de la democracia supuso un aumento de la participación de la sociedad civil en la actividad sociocultural y lúdica de la población. La actitud ciudadana influyó en la recuperación del catalán a nivel escrito, sobre todo en la figura de Manuel Tolosà, quien además fue el alma de la campaña para la oficialización del nombre de la villa con la doble S (según la ortografía catalana debería escribirse Caçà).
Es conocido el club de fútbol Unió Deportiva Cassà que representa al pueblo de Cassá de la Selva

### Principales hitos históricos
- s. IV/I a. C. - Existencia de un poblado ibérico en el puig del Castell
- 882 - Aparece por primera vez documentada la iglesia de San Martín
- 1116 - Es mentado el castrum de Caciano
- 1234 - Petrus de Caciano es el primer músico cassanense conocido
- 1324 - Jaime II concede a Ot de Montcada la jurisdicción del castillo de Cassá
- 1386 - Cassá es proclamada calle de Gerona
- 1391 - Se produce "Lo fet de Cassà"
- 1456 - Juan II concede diferentes privilegios a Cassá
- 1484 - Cassá interviene en la guerra de los Remensas
- 1650 - La gran peste de mediados del siglo XVII llega a la villa
- 1760 - Se tiene conocimiento del primer taponero: Francesc Malavida
- 1808/14 - El ejército napoleónico ocupa Cassá
- 1880 - Comienza la época dorada de la industria corchotaponera
- 1892 - Se inaugura el Carrilet
- 1920 - Huelga de tres meses de los trabajadores del corcho
- 1954 - Se moderniza el suministramiento de agua
- 1979 - Primer ayuntamiento democrático.
- 2000 - Cassá es proclamada Ciutat Pubilla de la Sardana del año 2000
- 2000 - Se inauguran las obras de la variante de la comarcal 250

## Demografía
Cassá de la Selva cuenta con una población de 10 943 habitantes (INE 2024).
| Gráfica de evolución demográfica de Cassá de la Selva entre 1842 y 2021 |
| |
| Población de derecho según los censos de población del INE Población de hecho según los censos de población del INEEn estos censos se denominaba Casá de la Selva: 1842 y 1857 |

| Entidad de población         | Habitantes (2007) |
| ---------------------------- | ----------------- |
| Cassá de la Selva            | 8235              |
| Vecindad de Esclet           | 29                |
| Vecindad de Llebrers de Baix | 93                |
| Vecindad de Llebrers de Dalt | 53                |
| Vecindad de Matamala         | 117               |
| Vecindad de Montroig         | 84                |
| Vecindad de Mosqueroles      | 39                |
| Vecindad de Sangosta         | 67                |
| Vecindad de Serinyà          | 71                |
| Vecindad de les Serres       | 92                |
| Vecindad de Verneda          | 114               |

## Hermanamientos
- Bräcke, Suecia